# Хайнен, Хайнц
Хайнц Хайнен (нем. Heinz Heinen; 14 сентября 1941, Сен-Вит, Бельгия — 21 июня 2013, Трир, Германия) — немецкий историк-антиковед, редактор журнала «Historia», профессор.

## Биография
Первоначально учился в Сен-Витской Народной школе, а потом в Епископальном училище, где изучал древние классические языки. С 1959 по 1963 годы проходил учёбу в Лёвенском университете. В этот период всё внимание было устремлено на изучение древней истории, греческого и латинского языков. В 1964—1965 годах завершил получение высшего образования в Тюбингенском университете. Под научным руководством Г. Бенгтсона была подготовлена первая диссертация на PhD под названием «Рим и Египет с 51 до 47 г. до Р. Х.» (издана 1966 года). Также был учеником профессора К-Ф. Штроекера. К тому времени он знал французский и русский языки, помимо классических. В 1966—1968 годах прошёл военную службу.
В 1968 году стал сотрудником Мюнхенского университета под руководством Г. Бенгтсона. А в 1970 году прошёл через хабилитацию с работой «Исследования по эллинистической истории III в. до Р. Х.: к истории Птолемея Керавна и Хремонидовой войны» (была опубликована в 1972 году). Затем целый год он находился в должности экстраординарного профессора в университете Саарбрюкена. После чего с 1971 года окончательно перешёл в Трирский университет и занимал там должность ординарного профессора по древней истории до 2006 года. С 1974 по 1975 год возглавлял III факультет (по истории) в этом же университете. С 1972 года входил в Комиссию по древней истории Академии наук в Майнце, а впоследствии в 1998 году был избран действительным членом Академии наук и литературы в Майнце. Также был членом Академии наук в Гёттингене, членом-корреспондентом Германского археологического института, иностранным членом Королевской Фламандской академии наук и искусств Бельгии, почётным членом Института великого герцога в Люксембурге, членом Российской ассоциации антиковедов.
После ухода Г. Бенгтсона с должности, он на протяжении 1971—2003 годов работал редактором центрального немецкого антиковедческого журнала «Historia». В 70-е годы способствовал появлению центра египтологии в Трирском университете. Занимался изучением истории северогерманских земель в античный период. Результатом этих научных исследований были изданные две монографии — «Трир и область треверов в римское время» (1985) и «Раннехристианский Трир: от начала до переселения народов» (1996). Его интересовала также тема истории Северного Причерноморья в античное время, в том числе русскоязычная историография античности. Как переводчик и редактор способствовал изданию на немецком языке работ М. И. Ростовцева «Скифия и Боспор» (1993) и Ю. Г. Виноградова «Понтийские исследования: малые статьи по истории и эпиграфике Причерноморья» (1997). В 2006 году вышла монография «Древность у края степей: Северное Причерноморье как исследовательская задача». Оставил после себя около 300 научных работ. Его учениками были египтологи Ш. Пфайффер, Д. Шефер и другие.
После продолжительной болезни (с 2010 года) умер в Трире в 2013 году. Был похоронен в Сен-Вите в Бельгии.

## Семья
- Жена Мария-Луиза.
- Сын Герд.

## Избранные труды

### Книги
- Heinen H. Antike am Rande der Steppe: der nördliche Schwarzmeerraum als Forschungsaufgabe. — Stuttgart: F. Steiner Verlag, 2006. — 91 s.
- Heinen H. Frühchristliches Trier: von den Anfängen bis zur Völkerwanderung. — Trier: Paulinus, 1996. — 304 s.
- Heinen H. Geschichte des Hellenismus. Von Alexander bis Kleopatra. — München: C. H. Beck Verlag, 2003. — 128 s.
- Heinen H. Rom und Ägypten von 51 bis 47 v. Chr.: Untersuchungen zur Regierungszeit der 7. Kleopatra und des 13. Ptolemäers, Diss. — Tübingen: Präzis, 1966. — 205 s.
- Heinen H. Trier und das Trevererland in römischer Zeit. — Trier: Spee-Verlag, 1985. — 468 s.
- Heinen H. Untersuchungen zur hellenistischen Geschichte des 3. Jahrhunderts v. Chr.: Zur Geschichte der Zeit des Ptolemaios Keraunos und zum Chremonideischen Krieg. — Stuttgart: F. Steiner Verlag, 1972. — 229 s.

### Статьи
- Хайнен Х. Расцвет и упадок советских исследований о рабстве: очерк о взаимосвязи политики и науки // Вестник древней истории. — 2014. — № 4. — С. 143—178.
- Хайнен Х. Эллинистический Египет в трудах М. И. Ростовцева // Вестник древней истории. — 1992. — № 2. — С. 163—179.
- Heinen H. Rome et le Bosphore: notes épigraphiques // Cahiers du Centre Gustave Glotz. — 1996. — Vol. 7, № 1. — P. 81—101.
- Heinen H. Zur Tendenz der Caracalla-Vita in der Historia Augusta // Chiron. — 1971. — № 1. — S. 421—435.
- Heinen H. Zwei Briefe des bosporanischen Konigs Aspurgos (AE 1994, 1538) // Zeitschrift für Papyrologie und Epigraphik. — 1999. — Band 124. — P. 133—142 (рус. пер.: Хайнен X. Два письма боспорского царя Аспурга (АЕ 1994, 1538) // Международные отношения и дипломатия в античности. — Казань, 2000. — С. 278—291).

### Переводы
- Rostowzew M. Skythien und der Bosporus. — Stuttgart: F. Steiner Verlag, 1993. — Band II. Wiederentdeckte Kapitel und Verwandtes. — 623 s.
- Vinogradov J. G. Pontische Studien. Kleine Schriften zur Geschichte und Epigraphik des Schwarzmeerraumes. — Mainz: Philipp von Zabern, 1997. — 703 s.